# ایرج مهدیان
سید ابوالفضل مهدیان (زادهٔ آذرماه ۱۳۲۵) که با نام هنری ایرج مهدیان شناخته می‌شود، خوانندهٔ موسیقی کوچه‌بازاری و موسیقی پاپ ایرانی است.

## زندگی
ایرج مهدیان در سال ۱۳۲۵ میان خانواده‌ای پرجمعیت به دنیا آمد؛ او پس از گرفتن دیپلم دبیرستان از سبزوار به تهران آمد و کار هنری را از سال ۱۳۴۶ به‌صورت حرفه‌ای در کانال تلویزیونی ایران به‌صورت پخش زنده آغاز کرد و تا سال ۱۳۵۷ کار هنری را ادامه داد که نتیجه این سال‌ها ۱۲۰ ترانه می‌باشد. او بعد از سال ۱۳۵۷ از عرصه خوانندگی مدتی کناره گرفت. بعدها ویدیوهایی از خوانندگی او در این زمان منتشر شد. وی در سال ۱۳۵۷ نقش اول فیلم تشنه باران را ایفا کرد.

## آغاز کار هنری
مهدیان با ترانهٔ «سلام بر عشق» در سال ۱۳۵۲ شناخته شد. اما نخستین ترانهٔ این هنرمند «ای دل بنال» یا «می‌خوام مثل دیوونه‌ها، سر بکشم تو خونه‌ها، بپرسم از همسایه‌ها، رفته کجا اون بی‌وفا» می‌باشد.

## مروارید
- اسیر
- مروارید
- قایقران
- فانوس
- دخترم
- پسرم
- آن سفر کرده
- سلام بر عشق
- جن‌ها ۱
- پری خوشگله
- تک‌آهنگ تنها

## فیلم‌شناسی
تشنه باران – ۱۳۵۷